# Spalax munzuri
Spalax munzuri — вид гризунів родини сліпакові (Spalacidae) роду Сліпак (Spalax). Ендемік Туреччини, відомий тільки за типовою місцевістю: Сарітосун поблизу Фетхіє у провінції Тунджелі.